# Livingstonefallen
Livingstonefallen (franska: Chutes de Livingstone eller Chutes Livingstone) är en serie vattenfall och forsar i Kongofloden mellan Kongo-Brazzaville och Kongo-Kinshasa. Fallen sträcker sig mellan Malebodammen – mellan huvudstäderna Brazzaville och Kinshasa – och Matadi. Det övre loppet utgör gräns mellan städerna och mellan departementet Pool i Kongo-Brazzaville och provinsen Kongo-Central i Kongo-Kinshasa, medan det nedre loppet korsar Kongo-Central. Henry Morton Stanley gav fallen namnet Livingstone Falls efter David Livingstone.